# Іменновський
Іменно́вський (рос. Именновский) — селище у складі Качканарського міського округу Свердловської області.
Населення — 55 осіб (2010, 53 у 2002).
Національний склад населення станом на 2002 рік: росіяни — 98 %.